# Anticar

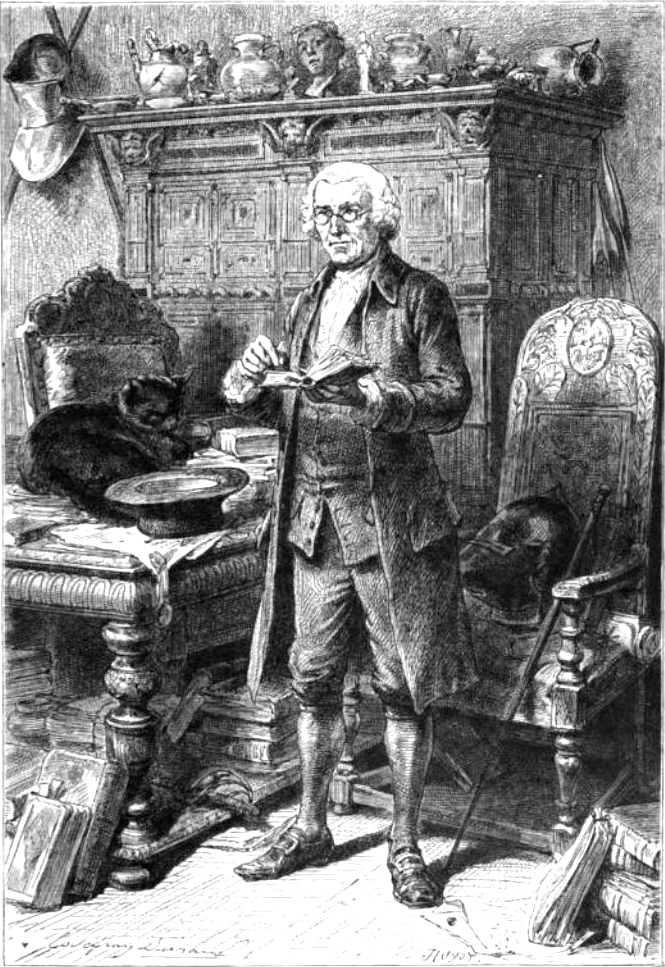
Un anticar din secolul al XVIII-lea

Meseria de anticar constă în primul rând în achiziționarea, restaurarea și revânzarea de mobilier, obiecte de artă și obiecte decorative (numite „antichități”) de valoare sau de calitate.
Meseria necesită o bună cunoaștere atât a pieței, cât și a istoriei artei, în special pentru că anticarul are obligația de a garanta autenticitatea mărfurilor pe care le scoate la vânzare.

## Sensul vechi
Acest termen și-a schimbat sensul în jurul Primului Război Mondial, înaintea căruia el desemna un erudit sau un colecționar interesat de antichități. Contele de Caylus, de exemplu, era un „anticar” căruia Diderot, care nu-l agrea, i-a scris un epitaf:
„Ci-gît un antiquaire acariâtre et brusque ;

Oh ! qu’il est bien logé dans cette cruche étrusque !”
În acest sens trebuie să înțelegem titlul francez al romanului lui Walter Scott, L'Antiquaire. Această accepțiune este încă păstrată în cadrul societăților savante pariziene precum Société des antiquaires de France sau, mai des, provinciale, cum ar fi Société des antiquaires de Normandie, care au fost sau încă sunt asociații pentru studiul și conservarea patrimoniului  regional. Societățile de anticariat au jucat un mare rol în stabilirea arheologiei ca disciplină separată.
Prin analogie, Nietzsche a calificat drept „istorie anticară” o abordare istorică în care fiecare element este luat în considerare, indiferent de importanța sa aparentă (informații despre sărbătoarea unui sat, o frază al cărei sens s-a pierdut etc).

## Formare
Practicarea profesiei nu necesită o diplomă. În Franța, cu toate acestea, câteva școli oferă cursuri adaptate pentru a completa studiile de istoria artei 
Începând din 2003, Universitatea Paris-Est de Marne-La-Vallée  a lansat un curs de un an de instruire în specialitatea comerț de artă și antichități, de nivel BAC + 3, concepute pentru a-i ajuta pe tineri să pătrundă mai ușor pe piața muncii. Această licență este organizată în parteneriat cu Școala Olivier de Serres, Școala Boulle și Syndicat national du commerce de l'antiquité, de l'occasion et des galeries d'art (SNCAO-GA), fiecare aducându-și aportul de abilități și experiență.

## Legături externe
- Henri Mahé de Boislandelle (Mahé Henry) : « Le marché des antiquités en France », 1973, Presses Universitaires de France, Paris.
- Henri Mahé de Boislandelle : « Marché de l'art et gestion de patrimoine », 2005, Economica, Paris, 431p, ISBN 2717849661, EAN 978-2717849660